# Xã Troy, Quận Clarke, Iowa
Xã Troy (tiếng Anh: Troy Township) là một xã thuộc quận Clarke, tiểu bang Iowa, Hoa Kỳ. Năm 2010, dân số của xã này là 1.064 người.